# سترلينغ
سترلينغ (إلينوي) (بالإنجليزية: Sterling, Illinois)‏ هي مدينة تقع في الولايات المتحدة في مقاطعة وايتسايد، إلينوي. يقدر عدد سكانها بـ 15,370 نسمة .

## التركيبة السكانية
حدّد مكتب تعداد الولايات المتحدة بيانات التركيبة السكانية لسترلينغ في تعداد الولايات المتحدة. في ما يلي، التركيبة السكانية حسب تعدادي 2000 و2010.

### تعداد عام 2000
بلغ عدد سكان سترلينغ 15,451 نسمة بحسب تعداد عام 2000، وبلغ عدد الأسر 6,234 أسرة وعدد العائلات 3,945 عائلة مقيمة في المدينة. في حين سجلت الكثافة السكانية 993.6 نسمة لكل كيلومتر مربع (2,573.4/ميل2). وبلغ عدد الوحدات السكنية 6,596 وحدة بمتوسط كثافة قدره 424.2 لكل كيلومتر مربع (1,098.7/ميل2).
وتوزع التركيب العرقي للمدينة بنسبة 84.36% من البيض و2.25% من الأمريكيين الأفارقة و0.41% من الأمريكيين الأصليين و0.81% من الأمريكيين ذوي الأصول الآسيوية و0.01% من سكان جزر المحيط الهادئ و9.82% من الأعراق الأخرى و2.35% من عرقين مختلطين أو أكثر و19.24% من الهسبانيون أو اللاتينيون من أي عرق.
بلغ عدد الأسر 6,234 أسرة كانت نسبة 33.5% منها لديها أطفال تحت سن الثامنة عشر تعيش معهم، وبلغت نسبة الأزواج القاطنين مع بعضهم البعض 47.2% من أصل المجموع الكلي للأسر، ونسبة 12.2% من الأسر كان لديها معيلات من الإناث دون وجود شريك،  بينما كانت نسبة 3.9% من الأسر لديها معيلون من الذكور دون وجود شريكة وكانت نسبة 36.7% من غير العائلات. تألفت نسبة 31.4% من أصل جميع الأسر من عدة أفراد يعيشون في نفس المنزل ونسبة 14% كانت تتألف من شخص يعيش بمفرده يبلغ من العمر 65 عاماً أو أكثر. وبلغ متوسط حجم الأسرة المعيشية 2.41، أما متوسط حجم العائلات فبلغ 3.04.
بلغ العمر الوسطي للسكان 36.3 عاماً. وكانت نسبة 25.1% من القاطنين تحت سن الثامنة عشر، وكانت نسبة 9.4% بين الثامنة عشر والرابعة والعشرين عاماً، ونسبة 28% كانت واقعةً في الفئة العمرية ما بين الخامسة والعشرين والرابعة والأربعين عاماً، ونسبة 19.4% كانت ما بين الخامسة والأربعين والرابعة والستين، ونسبة 15.4% كانت ضمن فئة الخامسة والستين عاماً فما فوق. يوجد لكل 100 أنثى 92.0 ذكر، ويوجد لكل 100 أنثى في الثامنة عشر من عمرها فما فوق 88.2 ذكر.
بلغ متوسط دخل الأسرة في المدينة 38,714 دولارًا، أما متوسط دخل العائلة فبلغ 45,746 دولارًا. وكان متوسط دخل الذكور 32,656 دولارًا مقابل 22,019 دولارًا للإناث. وسجل دخل الفرد الخاص بالمدينة 19,566 دولارًا. وكانت نسبة 7.7% من العائلات ونسبة 10.3% من السكان تحت خط الفقر، وكان من هؤلاء نسبة 17.2% تحت سن الثامنة عشر ونسبة 4.5% في الخامسة والستين من العمر وما فوق.

### تعداد عام 2010
بلغ عدد سكان سترلينغ 15,370 نسمة بحسب تعداد عام 2010، وبلغ عدد الأسر 6,303 أسرة وعدد العائلات 3,840 عائلة مقيمة في المدينة. في حين سجلت الكثافة السكانية 988.4 نسمة لكل كيلومتر مربع (2,559.9/ميل2). وبلغ عدد الوحدات السكنية 6,947 وحدة بمتوسط كثافة قدره 446.8 لكل كيلومتر مربع (1,157.2/ميل2).
وتوزع التركيب العرقي للمدينة بنسبة 82.49% من البيض و3.02% من الأمريكيين الأفارقة و0.44% من الأمريكيين الأصليين و0.70% من الأمريكيين ذوي الأصول الآسيوية و0.01% من سكان جزر المحيط الهادئ و9.26% من الأعراق الأخرى و4.09% من عرقين مختلطين أو أكثر و24.17% من الهسبانيون أو اللاتينيون من أي عرق.
بلغ عدد الأسر 6,303 أسرة كانت نسبة 32.3% منها لديها أطفال تحت سن الثامنة عشر تعيش معهم، وبلغت نسبة الأزواج القاطنين مع بعضهم البعض 40.5% من أصل المجموع الكلي للأسر، ونسبة 15% من الأسر كان لديها معيلات من الإناث دون وجود شريك،  بينما كانت نسبة 5.5% من الأسر لديها معيلون من الذكور دون وجود شريكة وكانت نسبة 39.1% من غير العائلات. تألفت نسبة 33.7% من أصل جميع الأسر من عدة أفراد يعيشون في نفس المنزل ونسبة 15.6% كانت تتألف من شخص يعيش بمفرده يبلغ من العمر 65 عاماً أو أكثر. وبلغ متوسط حجم الأسرة المعيشية 2.38، أما متوسط حجم العائلات فبلغ 3.02.
بلغ العمر الوسطي للسكان 37.3 عاماً. وكانت نسبة 25.4% من القاطنين تحت سن الثامنة عشر، وكانت نسبة 9.2% بين الثامنة عشر والرابعة والعشرين عاماً، ونسبة 24.7% كانت واقعةً في الفئة العمرية ما بين الخامسة والعشرين والرابعة والأربعين عاماً، ونسبة 24.3% كانت ما بين الخامسة والأربعين والرابعة والستين، ونسبة 16.5% كانت ضمن فئة الخامسة والستين عاماً فما فوق. وتوزع التركيب الجنسي للسكان بنسبة 47.5% ذكور و52.5% إناث.

## أعلام
- بول جون فلوري
- ستيف إيدي
- ريتشارد بنر
- روي كليمنتس
- جيسي وليامز
- غوس وليامز